# Dmitri Nazarov
Pour les articles homonymes, voir Nazarov.
Dmitri Iourevitch Nazarov (en russe Дми́трий Ю́рьевич Наза́ров) est un acteur soviétique et russe, né le 4 juillet 1957 à Rusa, dans l'oblast de Moscou.

## Biographie
Ses ancêtres du côté de sa mère sont des marchands de Saratov. Dans sa jeunesse, il a travaillé comme confiseur dans une usine de panification.
Il sort diplômé de la haute école de théâtre Chtchepkine en 1980 (cours de Victor Korchounov) et exerce ses talents de 1980 à 1985 au théâtre Maly, où il interprète près de 80 rôles.
Il joue par la suite au théâtre Sfera et au théâtre de l'Armée russe et, depuis 2003, au théâtre d'art Anton Tchekhov de Moscou.
Depuis l'invasion russe en Ukraine, il habite à Cannes en France et écrit des poèmes d'opposition contre la guerre en Ukraine.

## Carrière
Dmitri Nazarov a joué dans Les Petits Bourgeois de Gorki, La Ville radieuse de Conor McPherson, Amadeus de Peter Shaffer, La Danse de l'albatros de Gérald Sibleyras, Témoin à charge d'Agatha Christie, La Forêt d'Alexandre Ostrovski, Nid de gentilhomme de Tourgueniev, Le Duel de Tchekhov, ou encore Le Maître et Marguerite de Boulgakov.
Sous la direction d'Oleg Tabakov, Dmitri Nazarov joue le rôle d'Astrov dans le spectacle Oncle Vania de Tchekhov (mises en scène Mindaugas Karbauksis).
Dmitri Nazarov a joué dans de plus de quarante films et séries. Il se produit également en concert, où il déclame de la poésie et de la prose d'écrivains russes et soviétiques. Il écrit aussi de la poésie lyrique et des épigrammes.
Il a été décoré en mai 1993 du titre d'artiste émérite de la fédération de Russie.
Il a reçu le prix Turandot de cristal pour le meilleur rôle masculin dans la saison théâtrale 1997-1998, où il a joué Satine dans le spectacle du théâtre de l'Armée russe Les Bas-fonds de Maxime Gorki.
Artiste du peuple de la fédération de Russie en 2000.
En 2005, prix Tchaïka pour le rôle dans la catégorie Maska Zorro pour le spectacle La Forêt dAlexandre Ostrovski.

## Théâtre
Théâtre Maly
- Cœur ardent d'Alexandre Ostrovski : Vassia Choustry
- La Fleur de pierre de Pavel Bajov : Danila
- Le Sauvage d'Anton Tchekhov
- Choses intelligentes de Samouil Marchak : Musicien

Théâtre Sfera
- Adieu Goulsary de Tchinguiz Aïtmatov : Goulsary
- La Mouette d'Anton Tchekhov : Treplev
- L'Oiseau vert de Carlo Gozzi : Tartaglia

théâtre de l'Armée russe
- Beaucoup de bruit pour rien de William Shakespeare : Bénédict
- Othello ou le Maure de Venise de William Shakespeare : Othello
- Les Bas-fonds de Maxime Gorki : Satine
- Le Coeur n'est pas une pierre d'Alexandre Ostrovski : Eraste

Théâtre d'art Anton Tchekhov
- La Ville radieuse de Conor McPherson : John
- La Forêt d'Alexandre Ostrovski : Guennadi Neschaslivtsev
- Amadeus de Peter Shaffer : Joseph II
- La Danse de l'albatros de Gérald Sibleyras : Thierry
- Nid de gentilhomme d'Ivan Tourgueniev : Lemm
- Le Maître et Marguerite de Mikhaïl Boulgakov : Woland

## Filmographie
- 2004 : L'Orchestre rouge d'Alexandre Aravine, série télévisée : Leon Großvogel
- 2009 : Le Concert de Radu Mihaileanu : Sacha Grossman
- 2011 : Largo Winch 2 de Jérôme Salle : Virgil Nazatchov
- 2012 : L'Espion (Шпион, Chpion) de Alexeï Andrianov : le père de Nadia
- 2012-2016 : La Cuisine (série télévisée) : Viktor Barinov
- 2013 : Möbius d'Éric Rochant : Inzirillo